# Vivaneau rose
Lutjanus guttatus
Espèce
Synonymes
- Mesoprion guttatus Steindachner, 1869

Statut de conservation UICN

 LC  : Préoccupation mineure
Le vivaneau rose (Lutjanus guttatus) est une espèce de poissons de la famille des Lutjanidae.

## Description
Le mâle peut mesurer jusqu'à 80 cm de longueur.

## Parasites
Il est connu pour être l'hôte de l'isopode Cymothoa exigua, un cas de parasitisme unique dans lequel le parasite remplace fonctionnellement un organe entier. Ce parasite se fixe à la base de la langue du poisson après avoir pénétré la bouche de ce poisson en passant par ses branchies. Il extrait alors du sang de la langue à l'aide des griffes de ses trois premières paires de pattes antérieures. Plus le parasite croît, moins la quantité de sang qui parvient à la langue du vivaneau est importante. Celle-ci s'atrophie et le parasite remplace alors fonctionnellement l'organe en fixant son corps sur les fibres musculaires du moignon restant. Le poisson est alors capable d'utiliser le parasite comme une langue normale. Une fois la langue atrophiée, le parasite ne semble plus causer aucun dommage à son hôte, et bien que quelques spécimens se nourrissent encore du sang du poisson, la majorité des parasites se mettent à se nourrir de son mucus. La nourriture ingérée par le poisson ne semble pas intéresser le parasite.

## Répartition
Cette espèce se rencontre dans les eaux du Mexique jusqu'au Pérou.